# هسل د وریس
هسل د وریس (هلندی: Hessel de Vries؛ زاده ۱۹۱۶ درگذشته ۱۹۵۹) یک فیزیک‌دان اهل هلند بود.